# مؤتمر قمة الدار البيضاء 1994
مؤتمر قمة الدار البيضاء 1994 مؤتمر القمّة العربيّة هو اجتماع يضمُّ قادة الدول العربيّة من رؤساء وملوك وأمراء. بدأ منذ تأسيس جامعة الدول العربية، ويُعقد سنويا منذ عام 2000 في إحدى العواصم العربيّة وفق الترتيب الأبجديّ. أوّل مؤتمر للقمّة العربيّة كانَ عام 1946، بدعوة من الملك فاروق (ملك مصر آنذاك)، إذ عَقد قادة دول جامعة الدول العربيّة أوّل مؤتمر قمّة في مصر، وشاركت به الدول السبع المؤسِّسة لجامعة الدول العربية، وهي: الأردن، مصر، السعودية، اليمن، العراق، ولبنان، و‌سوريا.
مؤتمر دار البيضاء هو مؤتمر القمّة الاقتصاديّة السابع هو مؤتمر تمّ فيه مناقشة المشاكل الاقتصاديّة في البلدان الإسلاميّة وعقد في الدار البيضاء في المغرب في أكتوبر 1994، بعد دخول قيادة منظمة التحرير الفلسطينيّة إلى الأراضي الفلسطينيّة، تنفيذا لاتفاقية أوسلو بين قيادة المنظمة الفلسطينيّة وإسرائيل، وبعد توقيع الأردن على اتفاقيّة السلام مع إسرائيل في وادي عربة.
قرّر ملوك وأمراء ورؤساء الدول والحكومات والأعضاء في منظمة المؤتمر الإسلامي مناقشة قضايا الشرق الأوسط في تلك الفترة وبالتحديد القضية الفلسطينيّة.
حضر المؤتمر الذي استمر ثلاثة أيام 2500 مشارك من 61 دولة، معظمهم من رجال الأعمال والملوك والامراء وممثلي الدول العربيّة المشاركة. باستثناء سوريا ولبنان اللتين قاطعتا المؤتمر ولم تشاركا في قراراته، شاركت فيه الولايات المتحدة وعدّة دول أوروبيّة وآسيويّة.  وحضر رؤساء دوليّون وحكومات الدول المشاركة كما حضر الأمين العام لجامعة الدول العربيّة عصمت عبد المجيد.

## سير المؤتمر
افتتح المؤتمر الملك المغربيّ الملك الحسن الثاني وبحضور وزير الخارجيّة الأمريكيّة وارن كريستوفر. وصف المؤتمر عند انعقاده بأنّه منتدى دوليّ لتسويق مشروعات التعاون الإقليميّ في الشرق الأوسط أي تطوير الاقتصاد في دول الشرق الأوسط وتوسيع الأفق والنجاحات.

## نوايا إسرائيل في المؤتمر
أرادت إسرائيل اقناع رأس المال العربيّ والأجنبيّ الأوروبيّ بالاستثمار في الشرق الأوسط، من أجل تقوية السلام والاقتصاد، لأنّه حسب ادعائهم لا يمكن نجاح هذا الاستثمار إلّا من خلال تقوية البناء الاقتصاديّ للسلام. كما أنها أرادت أن تظهر للعالم وخاصّة الشركات الكبيرة أنّ المقاطعة العربيّة الاقتصاديّة قد انتهت. إلا أنّ المؤتمر لم يشهد تنسيقاً عربيّا متكاملا، في مواجهة التنسيق الأمريكيّ الإسرائيليّ اللذين استحوذا على تنسيق هذا المؤتمر

## أهداف المؤتمر
دعا المؤتمر إلى تشجيع الاستثمارات الإقليميّة العربيّة، وإلى التبادل العالميّ والتكنولوجيّ، وإلى إقامة مؤسّسات اقتصاديّة جديدة، كبنك التنمية والهيئة الإقليميّة للسياحة والى عدّة مؤسّسات لتنمية الاقتصاد. وقد كانت إسرائيل أكثر المستفيدين من المؤتمر، لأنّ الدول العربيّة اعترفت ولأول مرّة بالدور الإقليميّ الجديد لها في الشرق الأوسط، ومنها الدول التي لم توقّع اتفاقيات سلام معها

## استثمارات الدول المشاركة في المؤتمر
بما أنّ إسرائيل التي كان وفدها من أكبر الوفود المشاركة قدمت للمؤتمر 150 مشروعا استثماريا تغطي كافّة المجالات الاستراتيجية. بينما قدّمت مصر 40 مشروعاً والأردن عشرة مشاريع والمغرب ثلاثة. وطالب البيان الختاميّ بوجوب تنشيط عملية التنمية للمنطقة، والتخلص من كافّة العوائق على التجارة والاستثمار وعلى حرّية تنقل الأفكار والحوارات بسبب أهمّيتها على عملية التنمية، وأوصى المؤتمر يعقد دورته الثانية في عمان.

## بعض القرارات التي نُفّذت في المؤتمر
1) تأكيد حق الشعب الفلسطينيّ في العودة إلى وطنه وتقرير مصيره.
2) تأكيد حق الشعب الفلسطينيّ في إقامة السلطة الوطنيّة المستقلة بقيادة منظمة التحرير الفلسطينيّة، بوصفها الممثل الشرعي الوحيد للشعب الفلسطيني، على أيّة أرض فلسطينية يتمّ تحريرها. وتقوم الدول العربية بمساندة هذه السلطة عند قيامها، في جميع المجالات وعلى جميع المستويات.
3) دعم منظمة التحرير الفلسطينيّة في ممارسة مسؤولياتها على الصعيدين القوميّ والدوليّ، في إطار الالتزام العربيّ.
4) تلتزم جميع الدول العربيّة بالحفاظ على الوحدة الوطنيّة الفلسطينيّة، وعدم التدخل في الشؤون الداخليّة للعمل الفلسطينيّ.